# Sontou
Sontou è un arrondissement del Benin situato nella città di Pèrèrè (dipartimento di Borgou) con 5.454 abitanti (dato 2006).